# Joelson Fernandes
Joelson Augusto Mendes Mango Fernandes (* 28. Februar 2003 in Bissau, Guinea-Bissau), auch einfach Joelson oder Joelson Fernandes, ist ein portugiesischer Fußballspieler, der als Flügelspieler seit 2023 für Hatayspor spielt.

## Karriere

### Verein
Joelson Fernandes wurde in Bissau, Guinea-Bissau geboren und kam mit seiner Familie 2014 nach Portugal. Hier wurde sein Talent als Fußballspieler entdeckt und er kam in die Jugendakademie von Sporting Lissabon. Dort wurde er aufgrund seines Talents und seiner Spielweise mit Cristiano Ronaldo verglichen. Nach der Spielunterbrechung durch die COVID-19-Pandemie begann er mit der ersten Mannschaft zu trainieren und gab sein Debüt in der Primeira Liga am 1. Juli 2020 bei einem 2:1-Heimsieg gegen den Gil Vicente FC. Nach insgesamt vier Einsätzen in der höchsten portugiesischen Spielklasse wechselte er im August 2021 auf Leihbasis zum Schweizer Erstligisten FC Basel.
Mitte 2023 wechselte er in die Türkei zu Hatayspor.

### Nationalmannschaft
Er ist aktuell Jugendnationalspieler Portugals.